# Lingua pitcairnese
Il pitcairnese o lingua pitcairnese (in pitcairnese: pitkern; codice ISO 639-3 pih) è una lingua creola basata sul dialetto della lingua inglese del XVII secolo, con commistioni di tahitiano. È la lingua ufficiale di Pitcairn insieme all'inglese ed è imparentato con il dialetto norfuk dell'isola Norfolk.

## Storia
Dopo l'ammutinamento del Bounty, gli inglesi ammutinati partirono per Tahiti, trasportando con loro 19 indigeni, in maggioranza donne, e alcuni anni dopo tornarono sull'isola creando una comunità ben distinta sotto la sovranità britannica. Questo idioma possiede una notevole affinità di parole con lo scozzese, grazie anche alla religione degli antenati tuttora praticata da questa piccola comunità (gli avventisti del settimo giorno).
Verso la metà del XIX secolo gli abitanti delle isole Pitcairn si stabilirono nell'isola di Norfolk, introducendovi la lingua, alcuni di loro tornarono successivamente a Pitcairn. A Norfolk si sviluppò un dialetto affine al Pitcairnese, il dialetto norfuk.

## Parlanti
Nel 2002 era parlato da 36 dei 48 abitanti delle Isole Pitcairn.

## Alcune frasi
| Pitkern                  | Inglese                       | Italiano                          |
| ------------------------ | ----------------------------- | --------------------------------- |
| Whata way ye?            | How are you?                  | Come stai?                        |
| About ye gwen?           | Where are you going?          | Dove vai?                         |
| You gwen whihi up suppa? | Are you going to cook supper? | Stai andando a cucinare la zuppa? |
| I nor believe.           | I don't think so.             | Non credo.                        |
| Ye like-a sum whettles?  | Would you like some food?     | Ti andrebbe un po' di cibo?       |
| Do' mine.                | I don't mind.                 | Non fa niente.                    |
| Wa sing yourley doing?   | What are you doing?           | Che fai?                          |
| I se gwen ah big shep.   | I'm going to the ship.        | Vado alla nave.                   |
| Humuch shep corl ya?     | How often do ships come here? | Quante navi passano di qua?       |
| Cum yorley sulluns!      | Come on all you kids!         | Venite qui, bambini!              |
| I se gwen ah nahweh.     | I'm going swimming.           | Vado a nuotare.                   |
| Lebbe!                   | Leave it alone!               | Lascialo stare!                   |
| Cooshoo!                 | Good!                         | Bene!                             |

Nota: L'ortografia Pitkern non è standardizzata, ma si basa su quella dell'inglese moderno.